# Myrmeleon indicus
Myrmeleon indicus är en insektsart som först beskrevs av Navás 1921.  Myrmeleon indicus ingår i släktet Myrmeleon och familjen myrlejonsländor. Inga underarter finns listade i Catalogue of Life.